# Bjambasürengiin Ench-Amgalan
Bjambasürengiin Ench-Amgalan (mongolisch Бямбасүрэнгийн Энх-Амгалан; * 1971 in Altai, Gobi-Altai-Aimag) ist ein mongolischer Politiker der Mongolischen Volkspartei (MVP), der seit 2016 Mitglied des Großen Staats-Churals sowie derzeit Vorsitzender des Ständigen Ausschusses für Sicherheit und Außenpolitik ist.

## Leben
Bjambasürengiin Ench-Amgalan begann nach dem Besuch der Sekundarschule Nr. 2 im Gobi-Altai-Aimag 1989 ein Studium an der Höheren Schule des KGB der UdSSR „Feliks Dzierżyński“, welches er 1991 beendete. Nachdem er 1995 ein Studium an der Schule für den auswärtigen Dienst der Nationaluniversität der Mongolei abgeschlossen hatte, war er zwischen 1995 und 1999 Mitarbeiter des Hauptdirektorats für Sicherheit, der heutigen Allgemeinen Geheimdienstagentur (Тагнуулын ерөнхий газар). Im Anschluss war er von 1999 bis 2003 Geschäftsführender Direktor des Unternehmens World Trans sowie zwischen 2003 und 2005 Generaldirektor des chinesisch-monglischen Joint Venture Ulaan Butan LLC. Nachdem er von 2005 bis 2008 Generaldirektor des Unternehmens Tavan Erdene LLC war, fungierte er zwischen 2008 und 2016 als Generaldirektor der Misheel Group LLC sowie außerdem von 2015 und 2016 als Generaldirektor von Misheel Expo.
Sein politisches Engagement für die Mongolische Volkspartei MVP (Монгол Ардын Нам) begann Bjambasürengiin Ench-Amgalan in der Kommunalpolitik und war zwischen 2008 und 2016 Mitglied des Bürgervertretungsrates von Ulaanbaatar sowie Mitglied des Präsidiums dieses Rates. Er wurde ferner 2014 Berater des Generalsekretärs der MVP sowie stellvertretender Vorsitzender des Parteikomitees der MVP von Ulaanbaatar. Bei der Wahl am 29. Juni 2016 wurde er für die MVP im Wahlkreis Nr. 58 Ulaanbaatar–Bagachangai Chan Uul zum ersten Mal zum Mitglied des Großen Staats-Churals (Улсын Их Хурал) gewählt und gehört diesem nach seiner Wiederwahl bei der Wahl am 24. Juni 2020 im Wahlkreis Nr. 5 Gobi-Altai seither an.
Im Kabinett von Premierminister Uchnaagiin Chürelsüch (4. Oktober 2017 bis 21. Januar 2021) fungierte er zwischen 2019 und 2020 als Minister für Straßen- und Verkehrsentwicklung.
In der aktuellen Legislaturperiode ist er Vorsitzender des Ständigen Ausschusses für Sicherheit und Außenpolitik.
Er ist ferner Vorsitzender der Mongolisch-Belarussischen Parlamentariergruppe sowie Vize-Vorsitzender der Mongolisch-Russischen Parlamentariergruppe.
Für seine Verdienste wurde Bjambasürengiin Ench-Amgalan, der neben Mongolisch auch Englisch, Russisch und Chinesisch spricht, unter anderem 2006 mit der Medaille „800. Jahrestag der Gründung des Großen Mongolischen Reiches“, 2007 der Auszeichnung „Führungspersonal im Lebensmittel- und Agrarsektor“ sowie 2010 mit dem Orden des Polarsterns geehrt.